# بورگ بای ماگدبورگ
شهر بورگ بای ماگدبورگ در ایالت زاکسن-آنهالت در کشور آلمان واقع شده است.